# Гамогма-Шуа-Хорга
Гамогма-Шуа-Хорга (груз. გამოღმა შუა ხორგა) — село в Грузии, на территории Хобского муниципалитета края (мхаре) Самегрело-Верхняя Сванетия.

## География
Село находится в западной части Грузии, на правом берегу реки Хоби, на расстоянии приблизительно 7 километров (по прямой) к юго-западу от города Хоби, административного центра муниципалитета. Абсолютная высота — 7 метров над уровнем моря.

## Население
По результатам официальной переписи населения 2014 года, в Гамогма-Шуа-Хорге проживало 573 человека (272 мужчины и 301 женщина). В национальной структуре населения грузины составляли 100 %.
| Год  | Население, человек |
| ---- | ------------------ |
| 2002 | 689                |
| 2014 | ↘ 573              |